# Алыкаевка
Алыкаевка (устар. Улыкаева) — река в России, протекает в Кемеровской области. Устье реки находится в 266 км от устья по правому берегу реки Томь, в городе Кемерово. Длина реки составляет 12 км.

## Данные водного реестра
По данным государственного водного реестра России относится к Верхнеобскому бассейновому округу, водохозяйственный участок реки — Томь от города Кемерово и до устья, речной подбассейн реки — Томь. Речной бассейн реки — (Верхняя) Обь до впадения Иртыша.